# World Class
World Class (ООО «Спорт Форум») — российская фитнес-корпорация, предоставляющая услуги в области спорта, спортивного отдыха и здорового образа жизни (бассейны, групповой и индивидуальный тренинг, тренажерные залы, детские клубы, русскую и турецкую бани, салоны Beauty SPA, магазины спортивной одежды Reebok, фитнес-бары и солярии).

## История
История компании начинается в 1993 году, когда в Москве, на улице Житной, был открыт первый фитнес-клуб World Class. На 2015 год World Class имеет 36 собственных и 35 франчайзинговых клубов в 25 городах в 3 странах.
3 октября 2015 г. в Монако открылся первый фитнес-клуб сети World Class.
22 декабря 2015 г. Управление ФАС по Москве запретило сети World Class использовать утверждение «сеть фитнес-клубов № 1» как несоответствующее действительности.

## Собственники и руководство
- Александр Солодовников — Генеральный директор.
- Ольга Слуцкер — Президент «Русской Фитнес Группы». Президент сетей фитнес-клубов World Class и «ФизКульт».
- Татьяна Тарасова — Вице-президент по управлению и развитию сети салонов Beauty SPA by World Class.
- Сергей Иванченко — Вице-президент по экономике и финансам.
- Евгения Костина — Директор по стратегии и маркетингу.
- Владимир Александровский — Директор по развитию бизнеса.
- Ольга Буркова — Директор по сервису и операционным процессам.
- Евгений Неверов — Директор региона Москва.
- Ян Кортель — Директор по продажам.
- Юлия Ходьбина — Вице-президент по правовым вопросам.
- Наталия Бояркина — Директор по персоналу.
- Александр Мартынов — Фитнес-директор.
- Игорь Шашкин — Директор направления франчайзинг.

## Деятельность
В рекламных кампаниях участвовали многие известные спортсмены: Дмитрий Сватковский, Алексей Немов, Светлана Хоркина, Ольга Брусникина, Павел Колобков и другие.

## Награды
Брэнд года EFFIE:
- 2001 год.[8]
- 2004 год.[9]
- 2008 год.[10]
- 2011 год.[11]

Супербренд российского рынка:
- 2005 год.[12]

Оператор клуба в Европе по версии IHRSA:
- 2006 год.[13]